# Теорема Скулема
Теорема Скулема (теорема Скулема — Малера — Леха) — утверждение о нулях линейной рекуррентной последовательности {\displaystyle a_{t}}:

Нули {\displaystyle \{t:a_{t}=0\}} линейной рекуррентной последовательности комплексных чисел {\displaystyle a_{t}} образуют конечное число арифметических прогрессий на оси t.

Названа в честь норвежского математика Туральфа Скулема, сформулировавшего задачу нахождения первого нуля в линейной рекуррентной последовательности с целочисленными коэффициентами.